# 연천 심원사지
연천 심원사지(漣川 深源寺址)는 대한민국 경기도 연천군 신서면 내산리에 있는 남북국 시대 신라의 심원사 터이다. 2006년 8월 28일 경기도의 기념물 제213호로 지정되었다. 현재 원심원사(原深源寺)로 복원되었다.

## 개요
심원사는 중부 내륙의 명산인 보개산(寶蓋山)에 위치하고 있으며 석대암, 남암, 지장암, 성주암 등 여러 암자를 관장하던 지장도량의 본산이다. 유점사 본말사지에 따르면 심원사는 647년(신라 진덕여왕 원년) 영원조사에 의해 최초로 창건되었다고 전한다. 이 절에서는 조선 후기 많은 고승대덕이 머무르며 생활하였던 사찰로 위와 같은 많은 암자를 거느렸던 것으로 여겨된다. 한말 의병활동의 본거지로서 건물이 전소되어 재건되었으나 한국전쟁으로 다시 전소되었다. 2003년 발굴조사를 거쳐 극락보전이 복원되었다.

## 참고 자료
- 연천심원사지 - 국가유산청 국가유산포털